# Мусасір
Мусасір (Ардін, Муцацір, урарт. URUar-di-ni.) — стародавнє місто-держава, розташоване у верхів'ях річки Великий Заб, на південний схід від озера Ван. Мусасір ймовірно був місцем первісного розселення урартських племен, які в кінці II — на початку I тисячоліття до н. е. мігрували на північ і заснували на Вірменському нагір'ї державу Урарту. Мусасір був важливим релігійним центром Урарту, центром поклоніння верховному урартському богу Халді. Точне місце розташування Мусасіра довго не було встановлено, проте в даний час існує консенсус вчених про те, що Мусасір розташовувався поблизу іранського села Mudjesir в 18 км на північ від Ревандуза.

## Місцезнаходження Мусасіра
37°46′ пн. ш. 44°33′ сх. д. / 37.767° пн. ш. 44.550° сх. д.

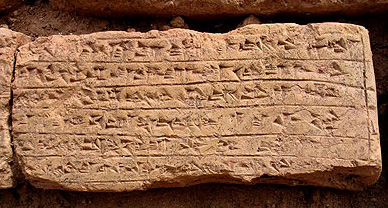
Цегла, виявлена в руїнах Рабат Тепе

Скоріш за все у II тисячолітті до н. е. Мусасір був самостійною державою і мав значне культове значення для сусідніх Ассирії і Урарту. У Мусасірі розташовувався головний храм бога Халді, який шанувався і в Урарту і у північній Ассирії. Мусасір знаходився в важкодоступному гірському районі поблизу озера Урмія. Відомий ассиролог Француа Тюро-Данжі вважав, що Мусасір був розташований на західних схилах Курдських гір, цієї ж думки дотримувався і Піотровський.
Археологічні розкопки, що проходили в Ірані в 80-90х роках XX століття, дозволили локалізувати точне місце розташування Мусасіра. Під час археологічних розкопок 2005–2006 років в Ірані (пагорб Рабат Тепе) у фундаменті споруд були виявлені цеглини з ассирійської клинописом. Знахідка іранських археологів підтвердила припущення вчених про те, що руїни на пагорбі Рабат Тепе — це і є залишки міста Мусасір.

## Під'єднання Мусасіра до Урарти
Наприкінці VIII ст.до н. е. Урартський цар Ішпуїн скористався кризою в сусідній Ассирії та здійснив успішний військовий похід в Мусасір, який був буферною територією між Ассирією і Урарту та включив Мусасір до складу Урарту.
Підпорядкування Мусасіра дозволило Ішпуїні провести в Урарту релігійну реформу, що посприяла централізації влади. Бог Халді, центр шанування якого знаходився в Мусасірі, став головним богом Урарту, бог сонця Шівіні і бог бурі / війни Тейшеба розташувалися на другому ступені урартського пантеону. Для держави стародавнього світу, якою було Урарту, релігійна реформа Ішпуїні, мабуть, мала дуже велике значення. Всі жителі Урарту і хлібороби, і солдати вірили, що їх успіхи пов'язані з силою їх верховного бога. В очах урартів Бог халдеї, якого шанували і в самій Ассирії (особливо в її північних частинах) міг протистояти навіть самому Ашшуру — богу головного суперника Урарту, Ассирії.

## Руйнування Мусасіра Саргоном II
Протягом більш ніж 100 років до кінця VII століття до н. е. Мусасір перебував під контролем Урарту. Урартські царі вершили свої подвиги «силою бога Халді». Однак, в 714 році до н. е.. войовничий і рішучий цар Ассирії Саргон II пішов у ретельно вивірений і підготовлений похід проти Урарту. Налагоджена розвідувальна система військових донесень допомогла Саргону II одержати серію раптових і успішних атак на урартську армію, а також абсолютно несподівано для правителя Урарту того часу, Руси I, з'явитися зі своєю армією в околицях Мусасіра, вчинивши важкий перехід через гори. З літопису Саргона II:

З однією тільки колісницею ніг моїх і 1000 моїх вершників гарячих, лучників, людей, озброєних щитом і списом, моїх лютих воїнів, досвідчених в битві, я привів в порядок і потім дорогу на Мусасір, шлях важкий, я взяв, на Арсіу, гору могутню, схили якої подібні вістрю і не мають підйому, я змусив піднятися мої війська. Річку Верхній Заб, яку жителі Наірі і Кілху називають Еламуніа, я перейшов між Шейак, Ардікші, Ілайау, Аллуріу, горами високими, гребенями піднесеними, вістрями важких гір, які виключають всякий опис. Між ними немає шляху для просування піхоти, всередині їх утворюються могутні водоспади, шум падіння яких … гримить, як грім; вони покриті всілякими деревами і всіма бажаними плодовими деревами і виноградними лозами, куди ніякий цар ще не приходив і володар, який був до мене, не бачив їх шляху. Їх великі стовбури я зрубав і потім великі їх вістря мідними кирками витесав. Дорогу вузьку, прохід, стежку, яку піхотинці пройшли бочком, для проходу моїх військ між ними я влаштував, колісницю ніг моїх я поклав на потилиці людей, а я верхи на коні став на чолі мого війська.

При розкопках 1842–1843 років в Дур-Шаррукіні був виявлений палац Саргона II, його літопис, а також майно, викрадене з Мусасіра під час походу 714 року до н. е.. Величезна кількість залізних виробів затвердила дослідників в думці про те, що Мусасір був стародавнім металургійним центром. Крім залізних виробів з Мусасіра, згідно з літописом, було викрадено більше тонни золота, п'ять тонн срібла, мідь, лазурит, інше дорогоцінне каміння.
|  |  | Ассирійські воїни загарбують місто Мусасір та храм бога Халді. Архітектурні форми будівель в Мусасірі викликали додатковий інтерес дослідників своєю близькістю до класичних давньогрецьких храмів. |  |
|  |  | |  |
|  |  | Ассирійські воїни несуть награбовані трофеї до місця їх обліку. Внизу сцена страти четвертуванням, ймовірно, правителя Мусасіра, Урзани.                                                            |  |